# Itobaal I
Itobaal I (en hebreo: אִתְבַּעַל‎, romanizado: Ethbaal, lit. 'Con Baal') [I Reyes 16:31] fue un rey de Tiro, que fundó una nueva dinastía. Durante su reinado, Tiro expandió su poder en el continente, haciendo su territorio de toda Fenicia, hasta Beirut por el norte, incluyendo a Sidón, e incluso parte de la isla de Chipre. A la vez. Tiro construyó varias colonias ultramarinas: Botrys (Batrun), cerca de Byblos, y Auza en Libia.
La primera información relacionada con Itobaal proviene de una cita de Flavio Josefo al autor fenicio Menandro de Éfeso, en Contra Apión i.18. Aquí se dice que el rey anterior, Feles, “fue asesinado por Itobalus, el sacerdote de Astarté, quien reinó treinta y dos años, y vivió sesenta y ocho años; fue sucedido por su hijo, Badezorus (Baal-Eser II).” 
Las fechas dadas aquí concuerdan con el trabajo de Frank Cross y otros estudiosos, que toman el año 825 a. C. como la fecha en la que Dido huyó de su hermano, Pigmalión, después de lo cual, fundó la ciudad de Cartago en 814 a. C.
Itobaal mantuvo estrechos contactos diplomáticos con el rey Ajab de Israel. I Reyes 16:31 relata que su hija, Jezabel se casó con Ajab (874 – 853 a. C.), y la influencia fenicia en Samaria y en otras ciudades israelitas se extendió. En el pasaje de I Reyes, Itobaal es calificado como rey de los sidonios. En este tiempo, Tiro y Sidón estaban consolidados en un reino.
El comentario de Menandro de que Itobaal había sido sacerdote de Astarté, antes de ser rey, explica por qué su hija Jezabel fue tan celosa promotora de la idolatría, lo que la llevó al conflicto con Elías, descrito en I Reyes 18-19.
Tiro no es mencionado como oponente de Salmanasar III en la Batalla de Qarqar de 853 a. C., pero doce años después, en 841 a. C., el hijo de Itobaal, Baal-Eser II rindió tributo al monarca asirio.